# Palleon
Palleon – rodzaj jaszczurek z rodziny kameleonowatych (Chamaeleonidae).

## Zasięg występowania
Rodzaj obejmuje gatunki występujące endemicznie na Madagaskarze.

## Systematyka

### Etymologia
Palleon: gr. παλαιος palaios „stary”; λεων leōn, λεοντος leontos „lew” (używane w odniesieniu do rodzajów kameleonów).

### Podział systematyczny
Takson wyodrębniony w 2013 roku z Brookesia. Do rodzaju należą następujące gatunki:
- Palleon lolontany (Raxworthy & Nussbaum, 1995)
- Palleon nasus (Boulenger, 1887)